# 8e Meijin (shogi) 1948-1949
 (mai 2025).
Si vous disposez d'ouvrages ou d'articles de référence ou si vous connaissez des sites web de qualité traitant du thème abordé ici, merci de compléter l'article en donnant les références utiles à sa vérifiabilité et en les liant à la section « Notes et références ».
«Édition précédente (7)
8e Meijin
Édition suivante (9)»
Le 8e Meijin est une compétition japonaise de shogi qui s'est déroulé de mai 1948 au 24 mai 1949.
Le 3e Jun'isen est une composante du 8e meijin qui s'est déroulée de mai 48 à février 49.

## Structure du tournoi

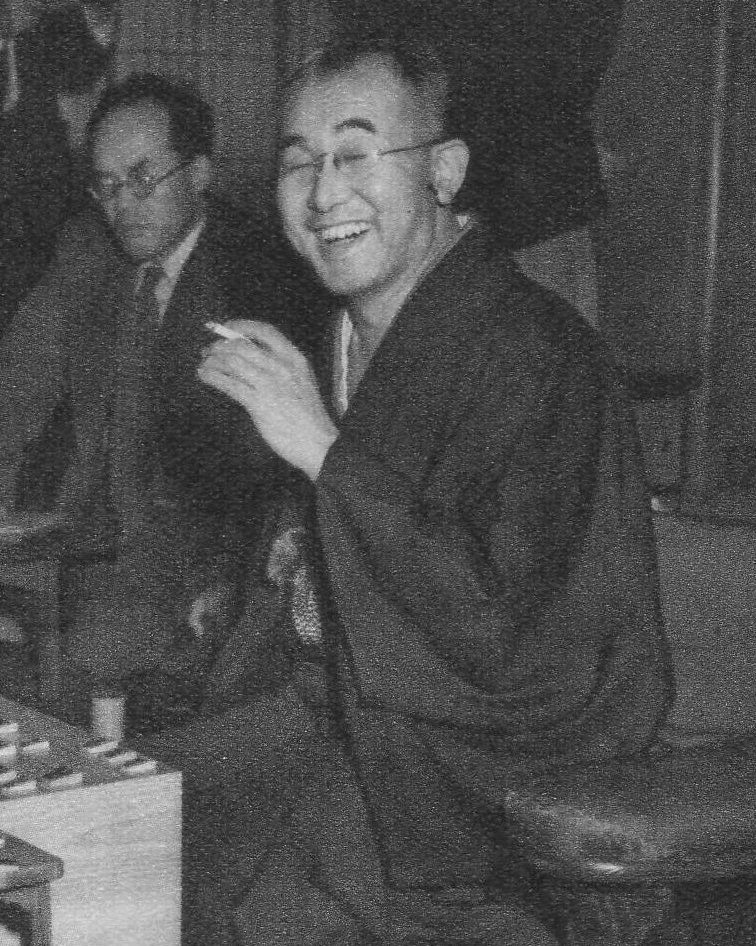
Yoshio Kimura, le vainqueur du tournoi

Le Match pour le titre du  Meijinsen se déroule en cinq manche et devient donc un Meijinsen  Gobanshobu (match au meilleur des 5 manches).
Le Chosen sha Ketteisen (tournoi des candidats) est un tournoi à échelle opposant dans des matchs au meilleur des trois parties successivement :
1. le troisième du Jun'isen A contre le vainqueur du Jun'isen B ;
2. le second du Jun'isen A contre le vainqueur du premier match ;
3. le vainqueur du Jun'isen A contre le vainqueur du second match, ce troisième match est au meilleur des trois parties.

Le Jun'isen A est un round robin à dix joueurs. Les trois premiers sont qualifiés pour le Chōsensha Ketteisen (tournoi des candidats).
Le Jun'isen B est réparti en 4 round robin de cinq à six joueurs. Les deux premiers de chaque groupe sont qualifiés pour un round robin de huit joueurs.
le premier est qualifié pour  le Chōsensha Ketteisen, Les trois premiers sont promus en classe A
Le Jun'isen C est réparti en 4 round robin de 5 à 6 joueurs, les deux premiers de chaque groupe et deux repêchés sont qualifiés pour un round robin de dix joueurs.
Les quatre premiers sont promus en classe B.

## Meijinsen Goban shobu
Le match pour le titre au meilleur des cinq manches oppose Masao Tsukada Meijin au vainqueur du Chōsensha Ketteisen (tournoi des candidats), l'ancien Meijin Yoshio Kimura.
Par trois victoires à deux, Yoshio Kimura redevient Meijin. C'est son 6e titre.
| Yoshio Kimura                       | Yoshio Kimura | Yoshio Kimura | Yoshio Kimura | Yoshio Kimura | Yoshio Kimura | Yoshio Kimura | Yoshio Kimura | Yoshio Kimura | Yoshio Kimura | Yoshio Kimura               |
| 木村義雄前                          | 木村義雄前    | 木村義雄前    | 木村義雄前    | 木村義雄前    | 木村義雄前    | 木村義雄前    | 木村義雄前    | 木村義雄前    | 木村義雄前    | 木村義雄前                  |
|                                     | Date          | Sente         | Sente         | Né en         | Gote          | Gote          | Né en         | Tsukada       | Kimura        | Lieu                        |
| ----------------------------------- | ------------- | ------------- | ------------- | ------------- | ------------- | ------------- | ------------- | ------------- | ------------- | --------------------------- |
| 1                                   | 29/03         | Yoshio Kimura | 木村義雄      | 1904          | Masao Tsukada | 塚田 正夫     | 1914          | 1             |               | Yugawara onsen(ja) Kanagawa |
| 2                                   | 08/04         | Masao Tsukada | 塚田 正夫     | 1914          | Yoshio Kimura | 木村義雄      | 1904          |               | 1             | Toyokawa Inari , Aichi      |
| 3                                   | 20/04         | Yoshio Kimura | 木村義雄      | 1904          | Masao Tsukada | 塚田 正夫     | 1914          | 2             |               |                             |
| 4                                   | 11/05         | Masao Tsukada | 塚田 正夫     | 1914          | Yoshio Kimura | 木村義雄      | 1904          |               | 2             |                             |
| 5                                   | 24/05         | Yoshio Kimura | 木村義雄      | 1904          | Masao Tsukada | 塚田 正夫     | 1914          |               | 3             |                             |
| Yoshio Kimura bat Masao Tsukada 3-2 |               |               |               |               |               |               |               |               |               |                             |

千 : Sennichite

## Chosen sha Ketteisen(tournoi des candidats)
L'ancien Meijin Yoshio Kimura, vainqueur du Jun'isen A, affronte en finale Tatsuo Matsuda et s'impose 2-0.
| Yoshio Kimura  | Yoshio Kimura     | Yoshio Kimura | Yoshio Kimura | Yoshio Kimura     | Yoshio Kimura     | Yoshio Kimura  | Yoshio Kimura |
| 木村義雄       | 木村義雄          | 木村義雄      | 木村義雄      | 木村義雄          | 木村義雄          | 木村義雄       | 木村義雄      |
| Competiteurs   | Competiteurs      | Competiteurs  | Competiteurs  | 1er Match         | 2d Match          | 3e Match       | Finale        |
| -------------- | ----------------- | ------------- | ------------- | ----------------- | ----------------- | -------------- | ------------- |
| Jun'isen A 1er | Yoshio Kimura     | 木村義雄      | 1904          | Yoshio Kimura     | Yoshio Kimura     | Yoshio Kimura  | Yoshio Kimura |
| Jun'isen A 2d  | Tatsuo Matsuda    | 松田辰雄      | 1916          | Tatsuo Matsuda    | Tatsuo Matsuda    | Tatsuo Matsuda | Yoshio Kimura |
| Jun'isen A 3e  | Yasuharu Oyama    | 大山 康晴     | 1923          | Yasuharu Oyama    | Toyoichi Igarashi | Tatsuo Matsuda | 2-0           |
| Jun'isen B 1er | Toyoichi Igarashi | 五十嵐豊一    | 1924          | Toyoichi Igarashi | Toyoichi Igarashi | Tatsuo Matsuda | 2-0           |

## Jun'isenA (tournoi de classement)
| Yoshio Kimura | Yoshio Kimura    | Yoshio Kimura | Yoshio Kimura | Yoshio Kimura | Yoshio Kimura |
| 木村義雄      | 木村義雄         | 木村義雄      | 木村義雄      | 木村義雄      | 木村義雄      |
| Rang          | Competiteurs     | Competiteurs  | Competiteurs  | V             | D             |
| ------------- | ---------------- | ------------- | ------------- | ------------- | ------------- |
| 1             | Yoshio Kimura    | 木村義雄      | 1905          | 7             | 2             |
| 2             | Tatsuo Matsuda   | 松田辰雄      | 1916          | 7             | 2             |
| 3             | Yasuharu Oyama   | 大山 康晴     | 1923          | 6             | 3             |
| 4             | Kōzō Masuda      | 升田幸三      | 1918          | 6             | 3             |
| 5             | Gen'ichi Ōno     | 大野源一      | 1911          | 4             | 5             |
| 6             | Yūzō Maruta      | 丸田祐三      | 1919          | 4             | 5             |
| 7             | Shūya Kitadate   | 北楯修哉      | 1912          | 4             | 5             |
| 8             | Ichitarō Doi     | 土居市太郎    | 1887          | 2             | 7             |
| 9             | Jirō Katō        | 加藤治郎      | 1910          | 2             | 7             |
| 10            | Kiyoshi Hagiwara | 萩原淳        | 1904          | 2             | 7             |

## Jun'isenB (tournoi de classement)

### Ligue finale
1. Toyoichi Igarashi 6-1 Chosen sha Ketteisen promu ;
2. Kazukiyo Takashima 5-2 promu ;
3. Yasuo Harada 4-3 promu ;
4. Toshio Takayanagi 4-3 ;
5. Yukio Kyōsu 3-4 ;
6. Shirō Itaya 3-4 ;
7. Masanobu Koizumi 2-5 ;
8. Tsutomu Matsushita 1-6.

### Préliminaires
- B1 1. Tsutomu Matsushita 4-1 2. Yasuo Harada 4-1 (6 joueurs)
- B2 1. Toshio Takayanagi 5-0 2. Yukio Kyōsu 4-2 (6 joueurs)
- B3 1. Masanobu Koizumi 3-1 2. Toyoichi Igarashi 3-1 (5 joueurs)
- B4 1.Kazukiyo Takashima 3-1 2 Shirō Itaya 3-1 (5 joueurs)

## Jun'isenC (tournoi de classement)
1. Mitsuyuki Aramaki 7-2 promu
2. Hiroji Katō 6-3 promu
3. Takeo Yamamoto 6-3 promu
4. Shigekazu Minamiguchi 6-3 promu
5. Keizō Hoshida 5-4